# Joanny Thévenoud
Pour les articles homonymes, voir Thévenoud.
Joanny Thévenoud, né le 14 mars 1878 à Serrières-en-Chautagne et mort le 16 septembre 1949 à Ouagadougou, est un prêtre et évêque missionnaire français qui fut vicaire apostolique de Ouagadougou de 1921 à sa mort et fondateur des Sœurs de l'Immaculée-Conception de Ouagadougou.

## Biographie
Entré à la société missionnaire des Pères Blancs, il est ordonné prêtre le 28 juin 1903 à Carthage. Il part peu après pour la Haute-Volta, à la mission de Ouagadougou, alors dans le territoire des Mossi, fondée en 1901 par le P. Templier. Il y apprend le mooré et va y passer le reste de sa vie. Une école de mission y est ouverte et comprend une centaine d'élèves, mais les autorités coloniales françaises la font fermer à cause des lois anticléricales en 1906. Il faudra attendre plusieurs années pour que la situation politique s'apaise. Il s'investit beaucoup ensuite dans l'agriculture. Il s'efforce de protéger les jeunes filles contre les mariages forcés.
Nommé vicaire apostolique de Ouagadougou et évêque titulaire de Sitifis (de) le 8 juillet 1921, il est consacré le 1er mai 1922 par Dominique Castellan avec comme co-consécrateurs Louis Termier et Florent du Bois de La Villerabel. Il joue un grand rôle dans l'installation de l'Église catholique en Haute-Volta, notamment en fondant une école de catéchistes à Gilongou et un petit séminaire à Pabré avec un domaine agricole où se bâtit un village chrétien, ainsi qu'en participant activement à la fondation du grand séminaire Saint-Pierre-Claver de Koumi près de Bobo-Dioulasso. En 1922, il fonde à Ouagadougou la congrégation des Sœurs de l’Immaculée-Conception de Ouagadougou et plus tard une congrégation de frères, les frères de la Sainte-Famille. Il ouvre en 1934 avec les Sœurs blanches des moulins et des ateliers de tissage. Il installe aussi des ateliers de cordonnerie et de menuiserie et même un garage de réparation d'automobiles. C'est lui qui ordonne le 2 mai 1942 les trois premiers prêtres Mossi originaires du Burkina Faso actuel : Joseph Ouédraogo, Zacharie Nikièma et Paul Zoungrana qui est élevé au cardinalat en 1965. Joanny  Thévenoud est également à l'origine de la construction de la cathédrale de Ouagadougou. 

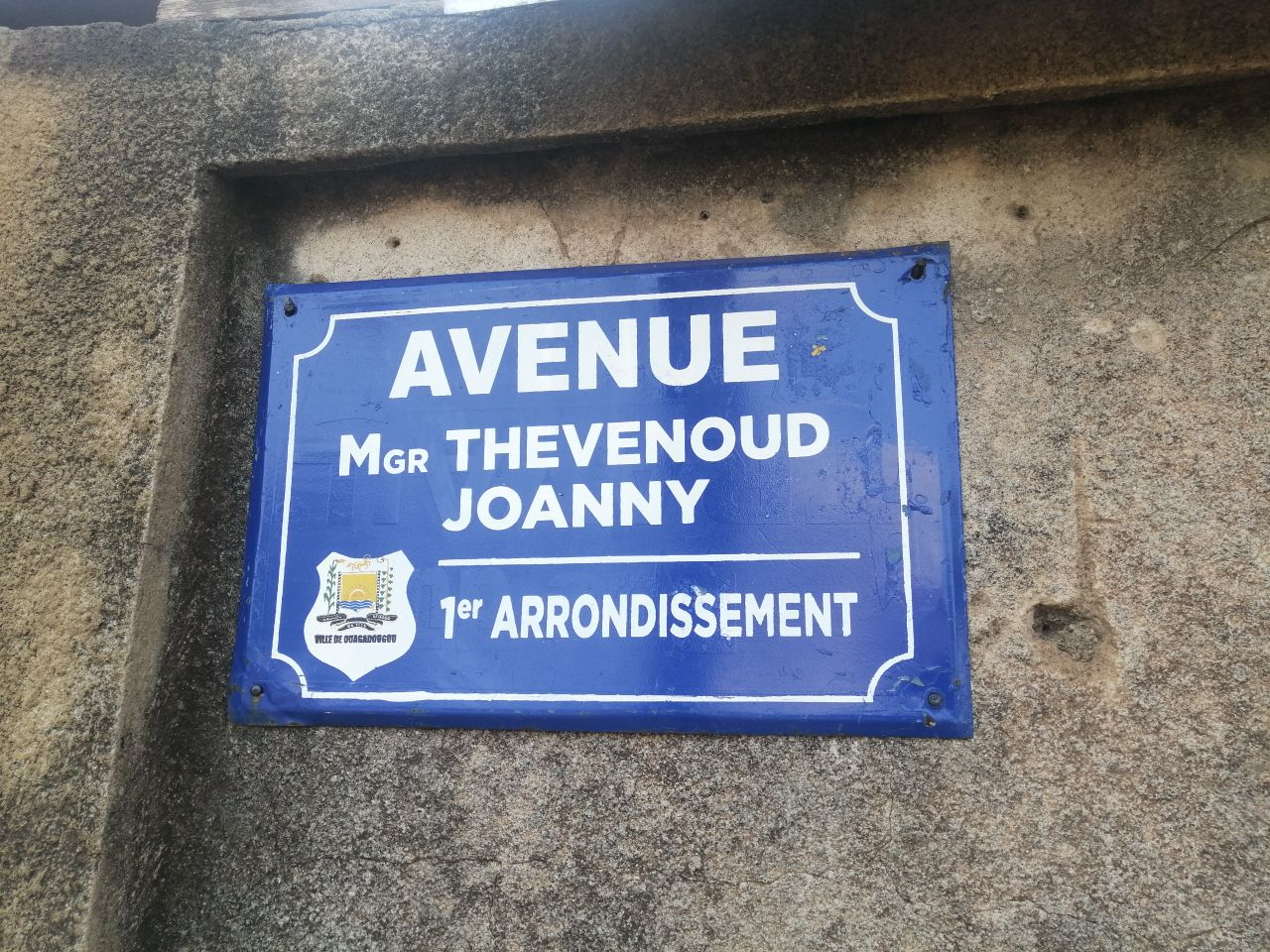
Plaque de rue portant le nom de Joanny Thévenoud, à Ouagadougou.

Joanny Thévenoud fait publier en 1938 un ouvrage dans lequel il décrit l'œuvre des missionnaires catholiques en Haute-Volta (Dans la boucle du Niger, Namur, Grands Lacs, 1938, 176 p.). Quand il meurt en 1949, Émile Socquet (de) lui succède à la tête du vicariat apostolique de Ouagadougou. Une des principales avenues de Ouagadougou porte aujourd'hui son nom. Il meurt à Ouagadougou. Dix mille personnes assistent aux funérailles dont les autorités coloniales.